# СШ-40

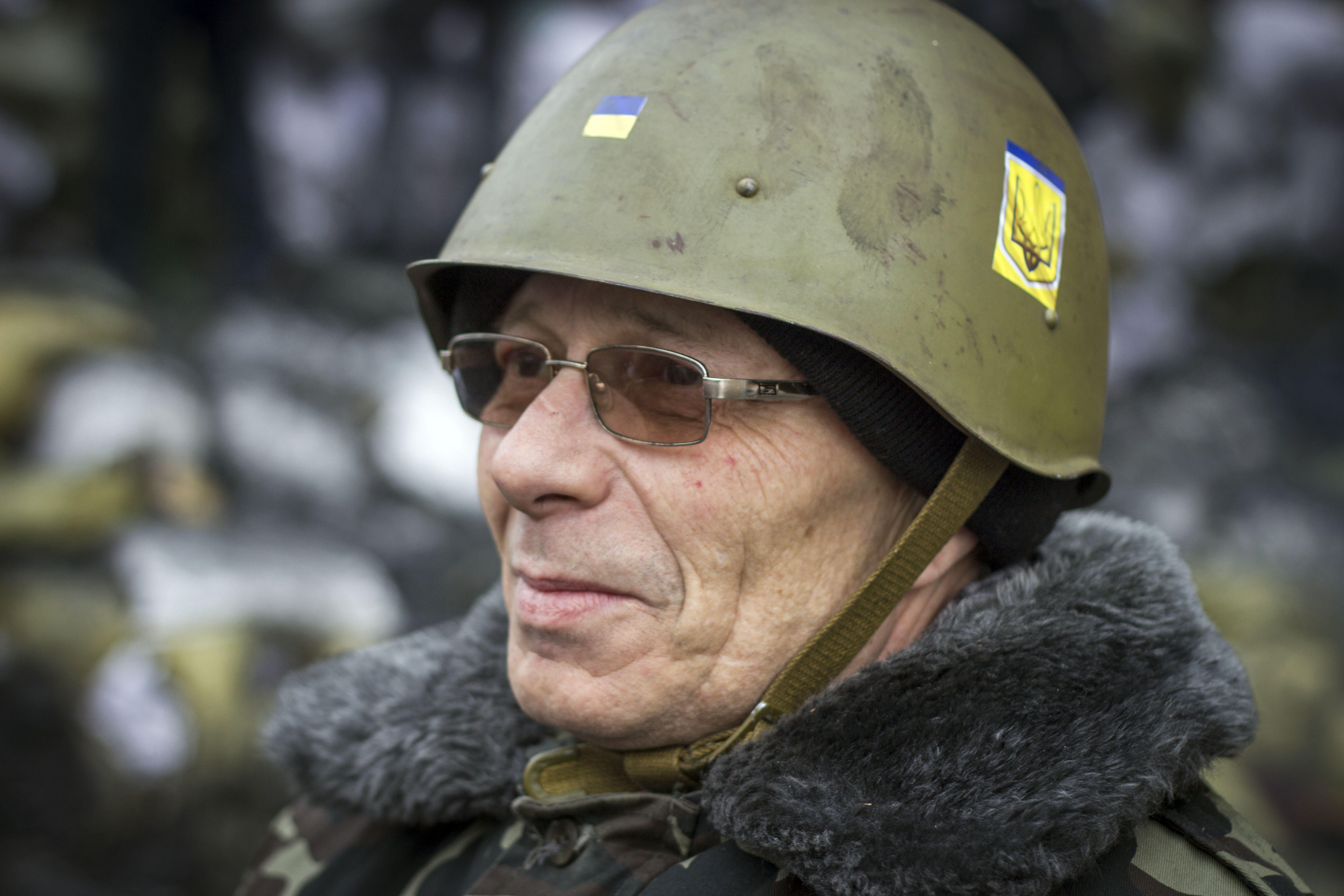
Боєць самооборони Євромайдану у шоломі СШ-40, 2014 рік

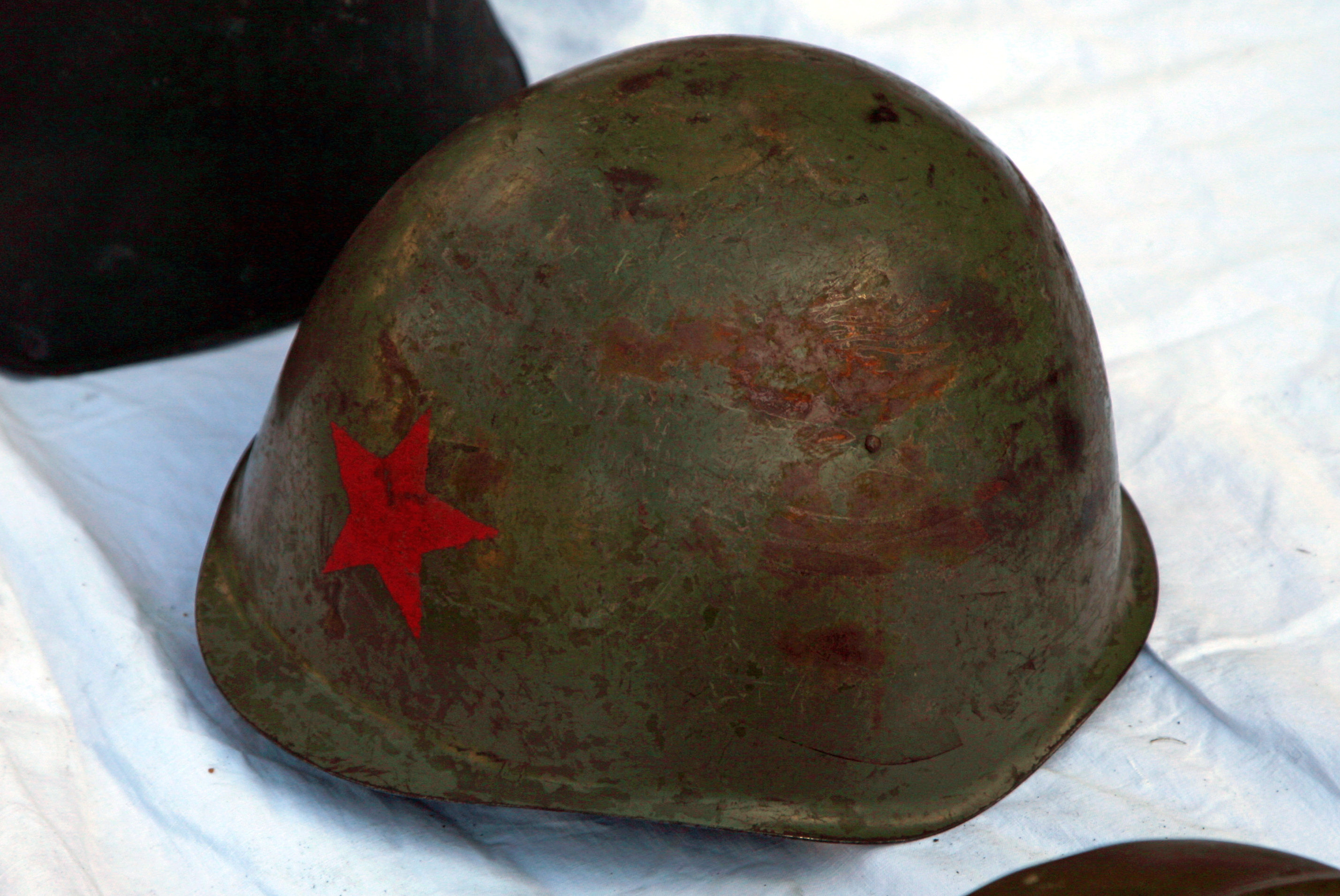
Сталевий шолом зразка 1940 року (СШ-40). На фото СШ-39 «трехклепка»

СШ-40 — сталевий шолом зразка 1940 року, предмет обмундирування військовослужбовців, широко використовувався в Збройних Силах Радянським Союзом під час Німецько-радянської війни і в післявоєнні роки, доки на озброєння не надійшли досконаліші зразки СШ-60 і СШ-68.
Виконаний з легованої броньованої сталі марки 36СГН товщиною 1,2 мм. У роки війни випускався металургійними заводами «Червоний Жовтень» і «Лисьвенський металургійний завод». Приймальні випробування готової продукції включали вибіркову (від партії) оцінку бронестойкості шолома обстрілом простою кулею з патрона зі зменшеним зарядом, з 7,62-мм гвинтівки зразка 1891/30 років.
Конструкція СШ-40 відрізняється від попереднього зразка (СШ-39) тим, що у ньому використовується простіший та міцніший підшоломник. Звідси і головна їх зовнішня відмінність: у СШ-40 для кріплення підшоломника застосовувалося шість заклепок, в СШ-39 — три. Підшоломник складається з трьох частин-«пелюсток», виготовлених зі штучної шкіри або тканини, які у верхній частині шолома з'єднуються шнурком, призначеним для регулювання розміру. З внутрішньої сторони кожної пелюстки знаходиться амортизаційна подушечка, виготовлена з вати. Брезентовий підборідний ремінь складається з двох частин-половин, приєднаних до кілець на бічних сторонах шолома. Одна з частин на вільному кінці має ковзаючу пряжку; кінець іншої половини обтиснутий напівкруглої металевої оправленням.
На відміну від попередніх зразків сталевих шоломів, СШ-40 випускався тільки трьох розмірів («номерів»). Маса сталевої частини шолома (без підтулейного пристрою) найбільшого розміру — 800 г.

## Випробування Будьонного
Один з розробників каски М. І. Корюков згадував згодом: «Роботу приймала комісія, яку очолював Семен Михайлович Будьонний … він взявся за наган. Стріляв Семен Михайлович спочатку з двадцяти п'яти метрів, потім — з десяти, майже в упор. Після кожного пострілу шолом підскакував, кулі рикошетили, і я дуже боявся, аби вони не потрапили в Будьонного. За долю шолома я був спокійний і не хвилювався. „Молодці! — Сказав нарешті маршал, — добре попрацювали“»[джерело?].